# Сюй Юйхуа
Сюй Юйхуа (спрощ.: 许昱华; кит. трад.: 許昱華; піньїнь: Xǔ Yùhua; нар. 29 жовтня 1976 року) — китайська шахістка, гросмейстер і колишня чемпіонка світу (2006–2008). Вона стала третьою чемпіонкою світу з Китаю після Се Цзюнь і Чжу Чень.
25 березня 2006 року вона виграла чемпіонат світу за нокаут-системою в Єкатеринбурзі, перемігши у фіналі росіянку Алісу Галлямову з результатом 2,5 очка у третій грі матчу з чотирьох партій. У тому турнірі брали участь 64 учасниці, серед яких були колишня чемпіонка світу Джу Чен і чинна тоді чемпіонка Антоанета Стефанова. Сюй була на четвертому місяці вагітності під час турніру. Після того турніру вона стала 22-м гросмейстером з Китаю.
Сюй Юйхуа виграла 2-й турнір із серії Гран-прі ФІДЕ серед жінок 2009-2011, що проходив у Нанкіні від 27 вересня до 9 жовтня 2009.
Вона грає за шаховий клуб міста Чжецзян у шаховій лізі Китаю.

## Звання
Серед головних звань:
- Переможниця зонального турніру (1993, 2001)
- Переможниця кубку світу (2000, 2002)
- Переможниця шахових олімпіад у складі збірної Китаю (2000, 2002, 2004)
- Чемпіонка світу (2006–2008)

## Зміни рейтингу
| На цьому місці має відображатися графік чи діаграма, однак з технічних причин його відображення наразі вимкнено. Будь ласка, не видаляйте код, який викликає це повідомлення. Розробники вже працюють для того, щоби відновити штатне функціонування цього графіка або діаграми. | |
| | На цьому місці має відображатися графік чи діаграма, однак з технічних причин його відображення наразі вимкнено. Будь ласка, не видаляйте код, який викликає це повідомлення. Розробники вже працюють для того, щоби відновити штатне функціонування цього графіка або діаграми. |